# Кокпекты (Абайская область)
Кокпекты (каз. Көкпекті) — село в Кокпектинском районе Абайской области Казахстана. Районный центр и административный центр Кокпектинского сельского округа. Код КАТО — 635030100.

## История
Казачья станица Кокпектинская была основана в 1827 г., по другим данным — 1836 г. сибирскими казаками-татарами с Бийской и Кузнецкой линий. По данным историка Н. Я. Коншина, в 1830 г. была заложена крепость в урочище Кокпекты русским отрядом с Иртышской линии, что вызвало протесты от пограничных китайских властей, считавших эти земли своими.
А. К. Гейнс сообщает:

«Станица Кокпектинская основана в 1836 г. и назначена местопребывание окружного приказа в 1844 г., а в 1854 г. при учреждении Семипалатинской области, переименована в город. В 1863 г. в Кокпектах считалось 3613 душ обоего пола, в том числе 994 магометан».
В современных казахских источниках утверждается, что поселение возникло в 1780 году.
В конце XIX века Кокпекты был заштатным городом Зайсанского уезда Семипалатинской области Российской империи. По данным переписи населения 1897 года в городе проживало 2930 чел., в том числе русские — 57,8 %; казахи — 26,9 %; татары — 15,1 %.
Справочник 1903 года сообщает:

«Кокпекты, или Кокпектинск состоит из двух частей: собственно города и казачьей станицы, основанных в 20-х годах XIX столетия. Город насчитывает около 800 жителей, в станице же более 2 тысяч душ. С внешней стороны Кокпекты представляют собой небольшую деревню с тремя улицами и небольшими саманными постройками, растянувшимися по берегу небольшой речки Кокпектинки. В городе есть две школы (городская и казачья) и церковь. Здесь живёт судья, есть почтово-телеграфное отделение и ветеринарный пункт (врач). Жители занимаются хлебопашеством (у всех арычное земледелие) и скотоводством».
28 февраля 1926 года город Кокпекты был преобразован в посёлок.
По состоянию на 01.01.1927 г. в посёлке Кокпекты, входившем в состав Зайсанского уезда Семипалатинской области, численность населения составляла — 3684 чел., из них: мужчин — 1866, женщин — 1818, в том числе:
- русские — 1599 чел. (43,4 %), по языку: 1652 чел, или 44,8 %;
- украинцы — 62 чел. (1,7 %), по языку: 30 чел, или 0,8 %;
- казахи — 1254 чел. (34 %), по языку: 1490 чел, или 40,4 %;
- татары — 729 чел. (19,8 %), по языку: 433 чел, или 13,4 %;
- узбеки — 2 чел.
- немцы — 1 чел.[8]

## Население
В 1999 году население села составляло 5722 человека (2829 мужчин и 2893 женщины). По данным переписи 2009 года, в селе проживало 5111 человек (2470 мужчин и 2641 женщина).
На начало 2019 года, население села составило 3651 человек (1815 мужчин и 1836 женщин).

## Известные уроженцы
12 февраля 1933 года в селе Кокпекты родился Халел Абдулхакович Беспаев — советский и казахский геолого-геохимик.